# 春日站 (北海道)

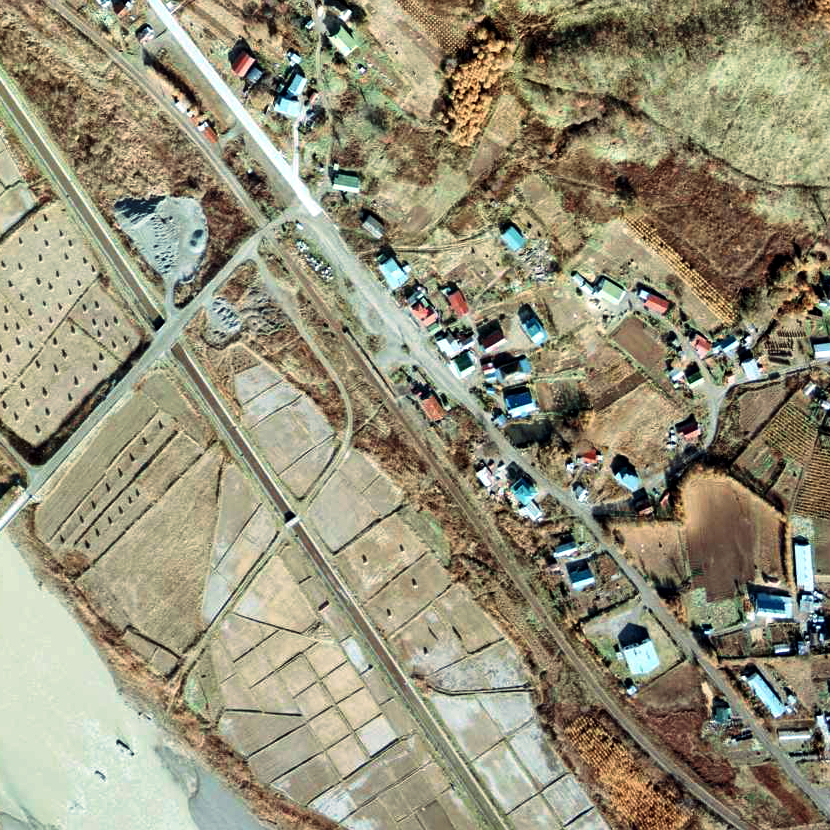
1975年的春日站與方圓約500米範圍。右下方是日高町方向。靠近鵡川一方設有混凝土製月台。1983年（昭和58年），車站大樓靠近日高町一方的路軌變成引込線。

春日站（日语：／ Kasuga eki */?）是位於北海道勇拂郡鵡川町字春日 ，日本國有鐵道的富內線車站（廢站）。隨著富內線廢除，車站在1986年（昭和61年）11月1日廢除。

## 歷史
前站名萠別是原自阿伊努語的「モイ・ペツ」（安靜的河流）。
- 1922年（大正11年）7月24日 - 舊北海道鑛業鐵道（日语：北海道鉄道 (2代)）金山線沼之端站至生鼈站（後來名為旭岡站）之間開通，萠別停留場（日语：／）啟用[4]。當時為旅客車站[1]。
- 1924年（大正13年）
  - 3月3日 - 鐵路公司改名為北海道鐵道（第二代）。
  - 8月22日 - 升級至車站，成為萠別站[1]。當時為客運車站。
- 1943年（昭和18年）8月1日 - 北海道鐵道在戰時被收購後國有化，成為富內線車站。此站改名為春日站[1]。
- 1953年（昭和28年）10月1日 - 開始處理車載貨物，成為一般車站[1]。
- 1957年（昭和32年）10月5日 - 開始處理行李[1]。
- 1960年（昭和35年）4月1日 - 成為業務委託車站。
- 1977年（昭和52年）2月1日 - 結束處理貨物和行李[1]。同時成為無人車站[5]（簡易委託化）[6]。
- 1986年（昭和61年）11月1日 - 富內線全線廢除，此站也廢除[2]。

## 車站構造
截至車站廢除前，此站是地面車站，設有1面1線的島式月台（只使用單邊）。月台位於路軌東邊（日高町方向的列車會開啟左邊車門）。曾經此站設有1面2線的島式月台。當時可進行列車交會。靠近車站大樓的1線在交會設備停用後，變成只連接鵡川一方的路軌，該路軌變成側線（但是截至1983年（昭和58年），雖然設有轉轍器，路軌上設有止衝擋）。
此站是無人車站（簡易委託車站）。在有人車站時代曾經把車站大樓翻新，與日高本線豐鄉站和清畠站的車站大樓相同款式。車站大樓位於站內東邊，與月台有一段距離。車站本身完全無人當值，於站前商店被委托發售車票。

## 使用狀況
- 在1981年度（昭和56年度），1日平均上下車人次為38人[3]。

## 車站周邊
- 北海道道74號穗別鵡川線
- 北海道道983號米原田浦線（日语：北海道道983号米原田浦線）
- 鵡川（日语：鵡川）[8]

## 現況
截至1999年（平成11年），車站大樓、月台和站名牌還存在。受簡易委託受託的站前商店內還有當時的招牌、時間表和車費表。截至2011年（平成23年），舊站設施避也是如此，車站大樓變成巴士候車室。站名牌被重新塗上了。

## 相鄰車站
日本國有鐵道
富內線
豐城－春日－旭岡
曾經此站與旭岡站（當時為生鼈站）之間設有芭呂澤站（於1923年（大正12年）6月12日開業，1943年（昭和18年）8月1日廢除）。

## 注腳
1. 1 2 3 4 5 6 7 8  石野哲（編）. . JTB. 1998: 865. ISBN 978-4-533-02980-6 （日语）.
2. 1 2  . 官報. 1986-10-14 （日语）.
3. 1 2 3 4  書籍《国鉄全線各駅停車1 北海道690駅》（小學館，1983年7月發行）106頁。
4. ↑  『官報』 1922年09月28日　鉄道省彙報「地方鉄道停留所設置」 （页面存档备份，存于）（国立国会図書館デジタルコレクション）
5. ↑  . 鐵道公報 (日本國有鐵道總裁室文書課). 1977-01-31: 2 （日语）.
6. 1 2 3 4  書籍《鉄道廃線跡を歩くVII》（JTB出版，2000年1月發行）64-65頁。
7. ↑  書籍《北海道の鉄道廃線跡》（著：本久公洋，北海道新聞社，2011年9月發行）82,95頁。
8. ↑  書籍《北海道道路地図 改訂版》（地勢堂，1980年3月發行）11頁。
9. 1 2  書籍《北海道の鉄道廃線跡》（著：本久公洋，北海道新聞社，2011年9月發行）82-84頁。